# De drie filosofen
De drie filosofen is een schilderij van de Venetiaanse renaissancekunstenaar Giorgione uit ca. 1507-1509. De opdrachtgever was Taddeo Contarini, een puissant rijke Venetiaan die ook andere werken van Giorgione bezat.
De naam van het schilderij is afkomstig van Marcantonio Michiel die in de jaren 1525-1543 Venetiaanse kunstcollecties documenteerde. Hij omschreef de voorstelling als "de drie filosofen in een landschap, twee staande en een zittende die de zonnestralen observeert, met een rots die prachtig nagebootst is". Hij vermeldde ook dat het voltooid zou zijn door Sebastiano del Piombo, maar technisch onderzoek heeft uitgewezen dat het werk volledig door Giorgione is geschilderd.

## Voorstelling
De drie figuren zijn op het eerste gezicht wetenschappers. De oude man rechts heeft een passer en een gehavend stuk perkament met daarop de berekeningen van een maansverduistering, terwijl de zittende figuur volgens de beschrijving van Michiel de zonnestralen bestudeert. Echter, de natuur lijkt hun waarnemingen te frustreren. Er is iets vreemds aan het landschap waarin ze zich bevinden. Zo zien we op de achtergrond de zon ondergaan, maar zowel de huizen ervoor als de filosofen worden van links belicht. Dag en nacht lijken elkaar te overlappen. En de vegetatie houdt zich niet aan de seizoenen: kale, uitbottende en groene bomen staan naast elkaar – winter, lente en zomer vinden allemaal tegelijk plaats. Dit wijst erop dat het verstrijken van de tijd in elk geval een van de thema's van het schilderij is, te meer omdat de drie filosofen ook de drie levensfasen van de mens verbeelden: jeugd, volwassenheid en ouderdom. En het gesteente waarop ze staan, vertoont een overeenkomstige mate van verweerdheid.
Vanaf de 18e eeuw werden de figuren lange tijd gezien als de drie wijzen uit het oosten die de ster observeren en de geboortegrot in Bethlehem naderen. De klimop en de vijg die bij de ingang van de grot groeien, zouden naar de komst van Christus verwijzen. De drie wijzen werden inderdaad vaak uitgebeeld als drie mannen die de drie levensfasen symboliseerden, maar volgens latere kunsthistorici geeft deze interpretatie geen afdoende verklaring voor de raadselachtige sfeer van het schilderij. Bovendien is er geen reden om te twijfelen aan de beschrijving van Michiel, die hij zo kort na het ontstaan van het schilderij noteerde.
In de loop der tijd zijn er allerlei verschillende identificaties voor de drie mannen voorgesteld, die echter moeilijk te bewijzen zijn. Volgens een van de gangbaardere interpretaties symboliseren de drie filosofen de vooruitgang in het verwerven van kennis. De oude filosoof belichaamt dan (als Plato of Aristoteles) de klassieke oudheid of de middeleeuwse scholastici. De middelste staat voor Arabische geleerden als Avicenna en Averroes. Hij wendt zich tot de oude Griek om diens kennis door te geven. De jonge, zittende figuur is de moderne, empirische renaissancemens die met zijn rug naar de oudere geleerden zit. Hij besluit zelf de natuur te bestuderen en alleen op zijn eigen ogen te vertrouwen. De donkere opening in de rots, die mogelijk verwijst naar Plato's allegorie van de grot, zou dan staan voor alle kennis die nog onbekend is en op ontsluiering wacht.
In de jonge filosoof die op de grond zit, is ook de allegorische voorstelling van de melancholie herkend, die vooral bekend is van de prent die Albrecht Dürer enkele jaren later maakte (Melencolia I). In dat geval is juist de frustratie en het onvermogen van de mens om ware kennis te verzamelen het thema van het schilderij – het exacte tegendeel van de interpretatie waarin hij wordt gezien als de moderne, verlichte humanist.

## Herkomst
Marcantonio Michiel zag het schilderij in 1525 in de collectie van Taddeo Contarini in Venetië. In 1545 was Dario Contarini de eigenaar.
In de 17e eeuw kwam het schilderij via Bartolomeo della Nave (1636, Venetië) en Hamilton (1638-1649) in het bezit van aartshertog Leopold Willem. De drie filosofen staat afgebeeld op meerdere schilderijen uit de periode 1639-1650 door David Teniers II waarop de kunstverzameling van de aartshertog in Brussel staat afgebeeld. Hierop is te zien dat het schilderij van Giorgione later aan de linkerkant is ingekort. Het schilderij komt ook voor in het Theatrum pictorium, een catalogus van de collectie met gravures die waren gebaseerd op kleine kopieën van de schilderijen door Teniers. Het schilderij werd via Leopold I onderdeel van de Habsburgse keizerlijke collectie en is sinds 1891 ondergebracht in het Kunsthistorisches Museum in Wenen.

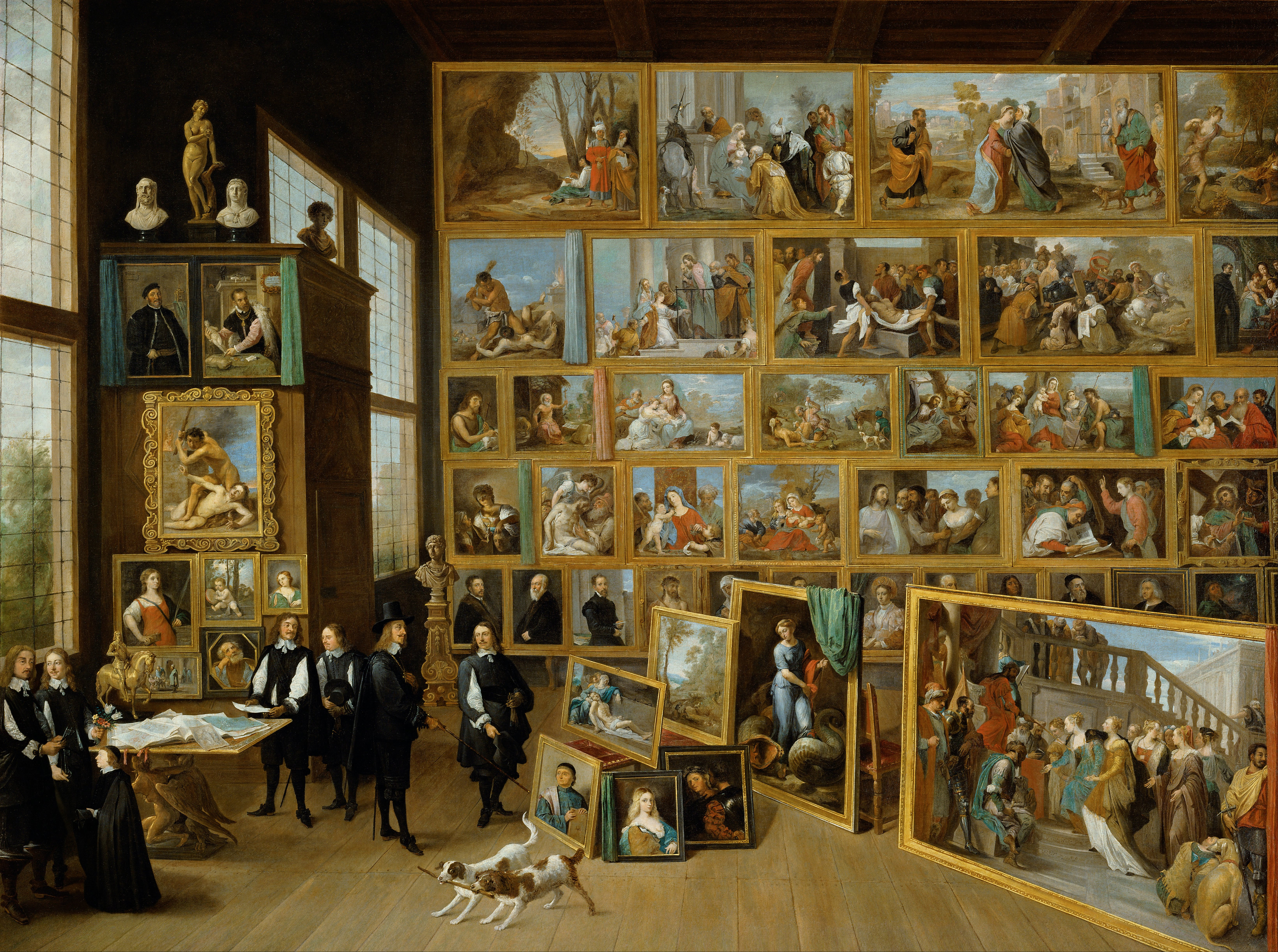
David Teniers II, De kunstverzameling van aartshertog Leopold Wilhelm in Brussel, ca. 1650, Kunsthistorisches Museum, Wenen (met bovenaan in het midden De drie filosofen)
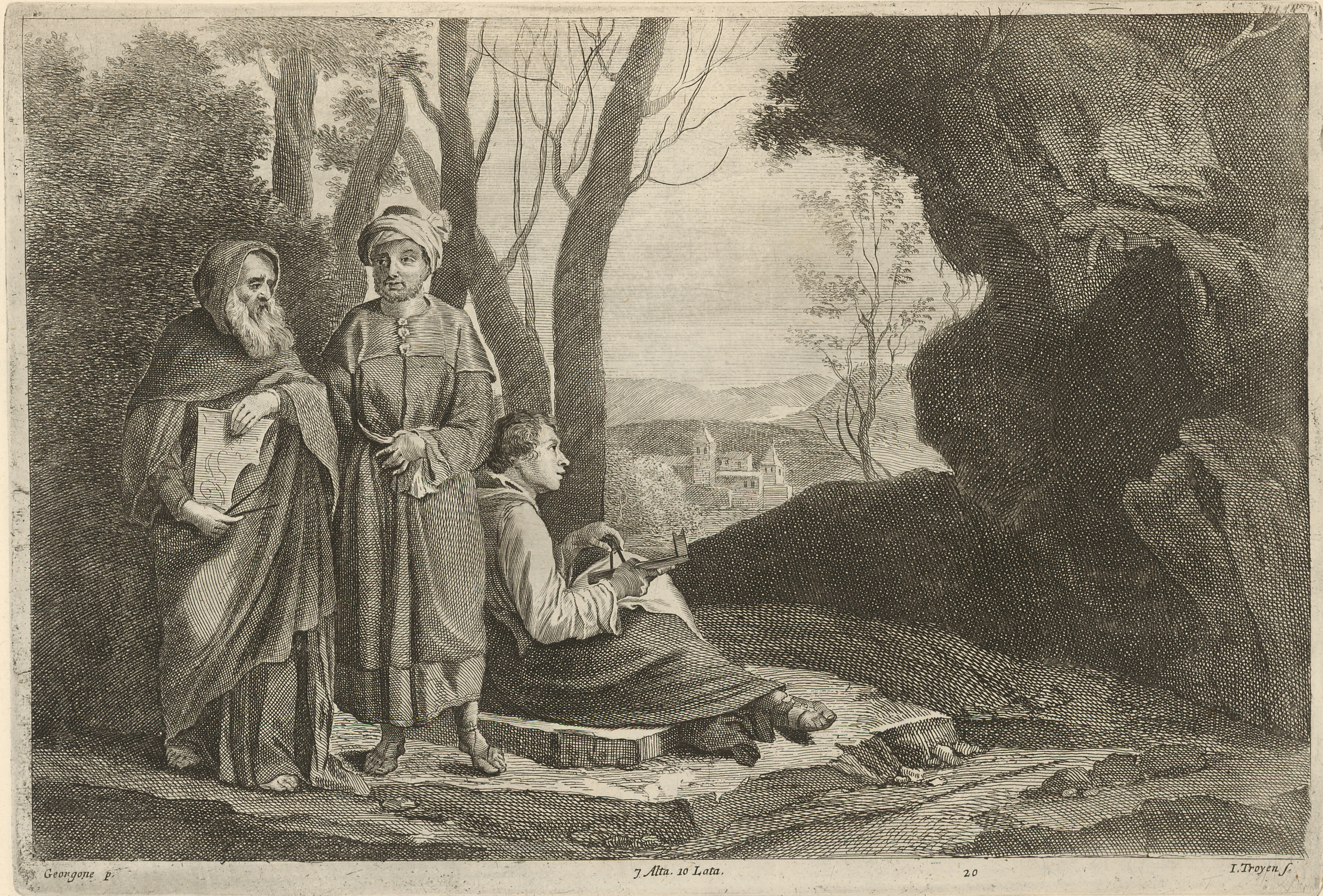
Jan van Troyen naar Teniers naar Giorgione, gravure uit Theatrum pictorium, 1673